# Derby d’Italia
A Derby d'Italia (magyarul Olaszország derbije) két olasz csapat, a Juventus és az Internazionale egymás elleni mérkőzése. A derbi lényege, hogy olyan csapatok mérkőznek meg, melyek még sohasem estek ki az élvonalból. Bár a Juventust 2006-ban lejjebb sorolták egy osztállyal, az Inter elleni mérkőzéseit mindmáig így hívják.
Az örökranglista:
| Sorozat           | Meccs | Juve győzelem | Döntetlen | Inter győzelem |
| ----------------- | ----- | ------------- | --------- | -------------- |
| Olasz bajnokság   | 180   | 80            | 45        | 55             |
| Olasz kupa        | 28    | 12            | 7         | 9              |
| Olasz szuperkupa  | 1     | 0             | 0         | 1              |
| Háborús bajnokság | 2     | 1             | 0         | 1              |
| Össz.             | 211   | 93            | 52        | 66             |

Egyéb híresebb országos rangadók:
Anglia:
- Manchester United–Liverpool (Liverpool–Manchester-rivalizálás)

Spanyolország:
- Barcelona–Real Madrid (El Clásico)